# Ogașu Porcariului
Ogașu Porcariului este un curs de apă, afluent al râului Nera. 